# Alexandre Cardoso Garcia
Alexandre Cardoso Garcia (sinh ngày 30 tháng 4 năm 1992) là một cầu thủ bóng đá người Brasil thi đấu cho Trofense theo dạng cho mượn từ Vitória de Setúbal.

## Sự nghiệp câu lạc bộ
Anh ra mắt chuyên nghiệp tại Campeonato Mineiro cho Nacional vào ngày 22 tháng 2 năm 2014 trong trận đấu trước Tupi.